# Микрофлора кишечника

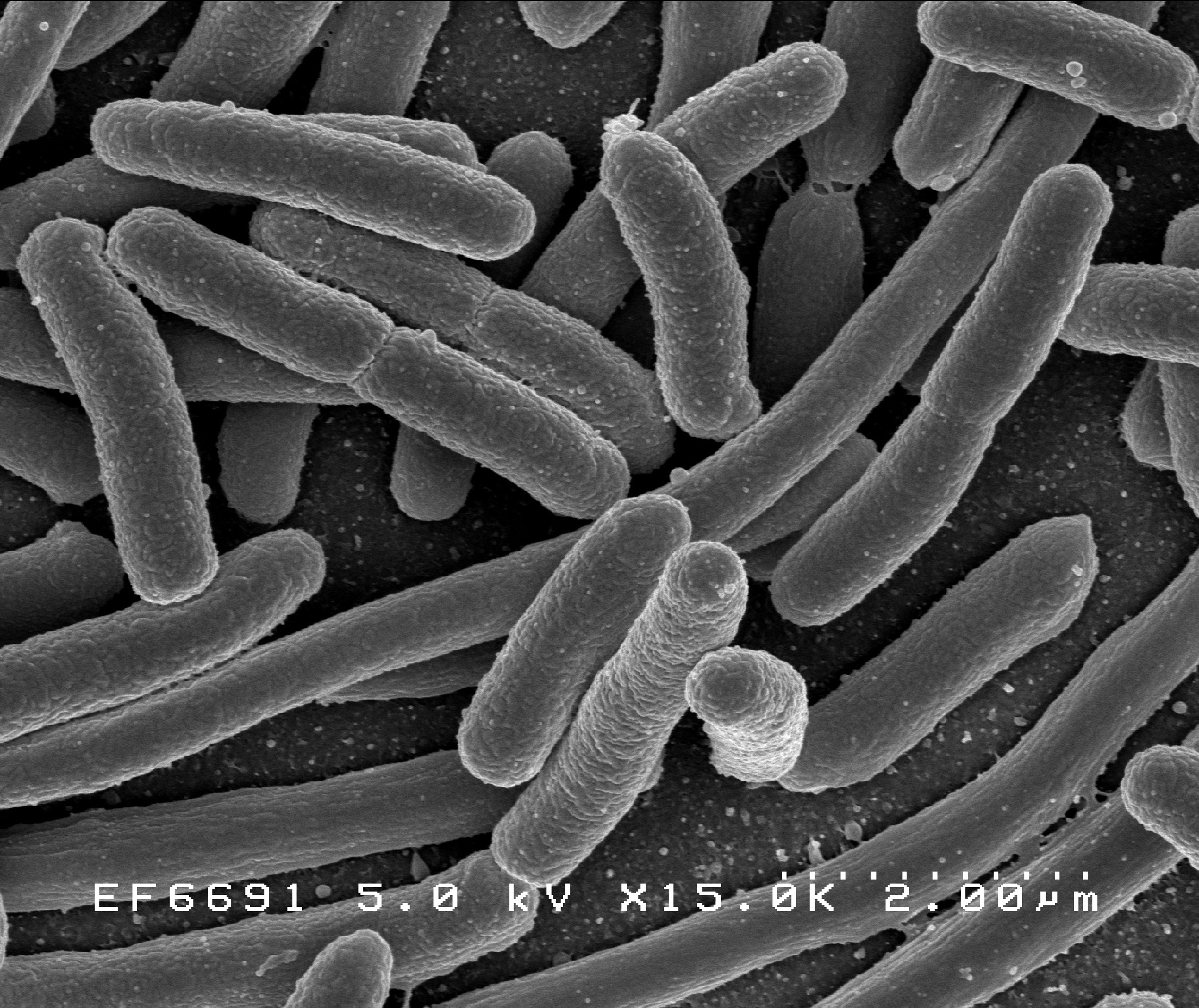
Escherichia coli, один из видов бактерий, присутствующих в кишечнике человека

Микробиота кишечника — микроорганизмы, которые живут в желудочно-кишечном тракте в симбиозе с носителем.
Кишечник человека содержит в среднем около 50 триллионов микроорганизмов, что примерно в 1,3 раза больше, чем суммарное количество клеток в организме. Бактерии составляют подавляющее большинство микробиоты в прямой кишке и до 60 % сухой массы фекалий. Где-то между 300 и 1000 различных видов живут в кишечнике, по большинству оценок порядка 500. Однако, вероятно, что 99 % бактерий относятся к 30—40 видам. Дрожжи также составляют часть микробиоты кишечника, но об их активности известно мало.

## Значение для организма
Исследования показывают, что отношения между кишечником и микробиотой не являются просто комменсализмом (то есть безвредным сосуществованием), но скорее формой мутуализма, то есть взаимовыгодными отношениями. Хотя люди могут выжить и без микробиоты кишечника, микроорганизмы выполняют для хозяина ряд полезных функций, например, анаэробное пищеварение неиспользованного материала для обеспечения себя энергией, тренировка иммунной системы и предотвращение роста вредных видов. Однако микробиота кишечника не всегда исключительно полезна: считается, что некоторые микроорганизмы в определённых случаях могут вызывать болезни. Также она способна производить биотрансформацию лекарственных препаратов и оказывать воздействие на экспрессию генов человека, регулирующих метаболизм, вызывая нежелательные побочные эффекты.
В норме чрезмерному росту бактерий в тонкой кишке препятствуют:
- нормальная секреция соляной кислоты (предупреждает размножение бактерий в верхних отделах желудочно-кишечного тракта);
- илеоцекальный клапан (предупреждает поступление бактерий из толстой кишки в тонкую);
- нормальная толкательная моторика тонкой кишки (предупреждает застой кишечного содержимого).

Бифидо- и лактобактерии имеют выраженную антагонистическую активность в отношении патогенных бактерий и регулируют количественный и качественный состав кишечной микробиоты в норме, задерживают рост и размножение в нём патогенных и условно-патогенных микробов.
Кишечные сапрофиты, по сравнению с патогенными бактериями, содержат большое количество ферментов, размножаются более активно, поэтому легче утилизируют питательные вещества и кислород. Они производят разнообразные бактерицидные и бактериостатические вещества, в том числе антибиотикоподобные.

## Микроорганизмы
| Бактерии, которые можно найти в кишечнике человека |                   |
| Бактерия                                           | Встречаемость (%) |
| Bacteroides fragilis                               | 100               |
| Bacteroides melaninogenicus                        | 100               |
| Bacteroides oralis                                 | 100               |
| Enterococcus faecalis                              | 100               |
| Escherichia coli                                   | 100               |
| Enterobacter sp.                                   | 40-80             |
| Klebsiella sp.                                     | 40-80             |
| Bifidobacterium bifidum                            | 30-70             |
| Staphylococcus aureus                              | 30-50             |
| Lactobacillus                                      | 20-60             |
| Clostridium perfringens                            | 25-35             |
| Proteus mirabilis                                  | 5-55              |
| Clostridium tetani                                 | 1-35              |
| Clostridium septicum                               | 5-25              |
| Pseudomonas aeruginosa                             | 3-11              |
| Salmonella Enterica                                | 3-7               |
| Faecalibacterium prausnitzii                       | ?часто            |
| Peptostreptococcus sp.                             | ?часто            |
| Peptococcus sp.                                    | ?часто            |

Виды микроорганизмов в кишечнике:
- анаэробы
  - бактероиды
  - бифидобактерии
  - лактобактерии
  - энтерококки
  - клостридии
  - эубактерии
- аэробы
  - энтеробактерии
  - стрептококки
  - стафилококки
  - грибы (которые бактериями, разумеется, не являются)

В желудке в норме за счёт кислой среды количество микробов незначительно (лактобациллы, стрептококки, сарцины). Двенадцатиперстная кишка и проксимальный отдел тонкой кишки у здоровых людей стерильные за счёт наличия в них агрессивных пищеварительных ферментов. В дистальной части тонкой кишки в 1 мл содержимого насчитывается 107−108 микробов, в равном количестве аэробных и анаэробных. В 1 мл содержимого дистального отдела толстой кишки находится 109−1012 микробов около 400 видов. Наибольшая плотность обсемененности наблюдается в прямой кишке. Микрофауна кала является фактически микрофауной дистального отдела толстой кишки.
В норме более 95 % микробиоты кала составляют анаэробы: лактобациллы, бифидобактерии и бактероиды. Аэробная микробиота представлена (по частоте выделения и количества) кишечной палочкой, энтерококком. Реже в незначительном количестве обнаруживают стафилококки, стрептококки, клебсиеллы, протей, клостридии, дрожжеподобные грибы.
Все микроорганизмы, которые в норме заселяют толстую кишку, делят на три группы:
- основную (лактобактерии, бифидобактерии и бактероиды),
- сопутствующую (штаммы кишечной палочки, энтерококки)
- окончательную (стафилококки, грибы, протей).